# Мосальский, Юрий Святославич
Юрий Святославич Мосальский (XIV век — начало XV века) — первый удельный князь Мосальский и родоначальник князей Мосальских, сын князя Карачевского Святослава Титовича.

## Биография
Юрий Святославович был непосредственным основателем Мосальского княжества и первым его князем, получив Мосальск в удел от своего отца или сразу после его смерти, в 1377 году, из состава Карачевского (по другой версии — Козельского) княжества.
Княжество занимало относительно небольшую территорию в бассейне реки Снопоть, верхнего течения реки Болва и верховий реки Угра.
У князя Юрия Святославовича Мосальского было трое сыновей: Владимир, Василий и Семён, которые разделили после смерти своего отца Мосальское княжество на части (трети).

В начале XV века земли княжества вошли в состав Великого княжества Литовского. По-видимому, мосальские князья сумели сохранить свои уделы и при литовцах.